# Ústav termomechaniky Akademie věd České republiky
Ústav termomechaniky Akademie věd České republiky je vědecký ústav Akademie věd České republiky v oblasti aplikované fyziky. Hlavní činnost ústavu je mezioborový základní výzkum v oblastech dynamiky tekutin, termodynamiky, dynamiky mechanických systémů, mechaniky tuhých těles, interakce tekutin a tuhých těles a aerodynamiky životního prostředí.

## Historie
Ústav byl založen v roce 1953 jako Laboratoř strojnická ČSAV. V roce 1955 byla laboratoř přejmenována na Ústav pro výzkum strojů ČSAV. V roce 1962 mu bylo prezídiem ČSAV uloženo zabývat se problematikou v oblasti mechaniky tekutin. Od roku 1986 je hlavním sídlem ústavu budova v areálu Akademie věd na Praze 8.